# Bilca
Bilca è un comune della Romania di 3 630 abitanti, ubicato nel distretto di Suceava, nella regione storica della Bucovina.